# Saiivka, Peatîhatkî
Saiivka (în ucraineană Саївка) este localitatea de reședință a comunei Saiivka din raionul Peatîhatkî, regiunea Dnipropetrovsk, Ucraina.

## Demografie
Componența lingvistică a localității Saiivka
     Ucraineană (93,55%)
     Rusă (4,9%)
     Belarusă (1,09%)
     Alte limbi (0,18%)
Conform recensământului din 2001, majoritatea populației localității Saiivka era vorbitoare de ucraineană (93,55%), existând în minoritate și vorbitori de rusă (4,9%) și belarusă (1,09%).